# Super Cyclone
Super Cyclone est un film américain réalisé par Liz Adams, sorti directement en DVD en 2012.

## Synopsis
Devant la menace d'une tempête géante qui pourrait tout détruire sur son passage, un météorologue et un ingénieur pétrolier vont tout mettre en œuvre pour trouver la solution qui éloignerait définitivement le danger.

## Fiche technique
- Titre original : Super Cyclone
- Titre DVD français : Cyclone force 12
- Réalisation : Liz Adams
- Scénario : Liz Adams
- Photographie : Chris Freilich
- Musique : Chris Ridenhour
- Durée : 88 min
- Pays :  États-Unis

## Distribution
- Ming-Na : Docteur Jenna Sparks
- Nicholas Turturro : Travis Verdon
- Andy Clemence : Docteur Percy Cavanaugh
- Mitch Lerner : Docteur Flynn
- Jonathan Le Billon (en) : Alex Rowell
- Dylan Vox (de) : Gary Winters
- Darin Cooper : Colonel Lee Chadwick
- Wayne Lopez : Oncle Clegg
- Steve Hanks : Capitaine Worley
- AnnaMaria Demara : Ramona Peters